# Queimadas (ort)
Queimadas är en ort i Brasilien.   Den ligger i kommunen Queimadas och delstaten Bahia, i den östra delen av landet, 1 000 km nordost om huvudstaden Brasília. Queimadas ligger 291 meter över havet och antalet invånare är 10 439.
Terrängen runt Queimadas är platt. Runt Queimadas är det glesbefolkat, med 11 invånare per kvadratkilometer..
Omgivningarna runt Queimadas är huvudsakligen savann.